# Marionina sublitoralis
Marionina sublitoralis är en ringmaskart som beskrevs av Erséus 1976. Marionina sublitoralis ingår i släktet Marionina och familjen småringmaskar. Arten är reproducerande i Sverige. Inga underarter finns listade i Catalogue of Life.